# 10月28日
10月28日（じゅうがつにじゅうはちにち）は、グレゴリオ暦で年始から301日目（閏年では302日目）にあたり、年末まであと64日ある。

## できごと

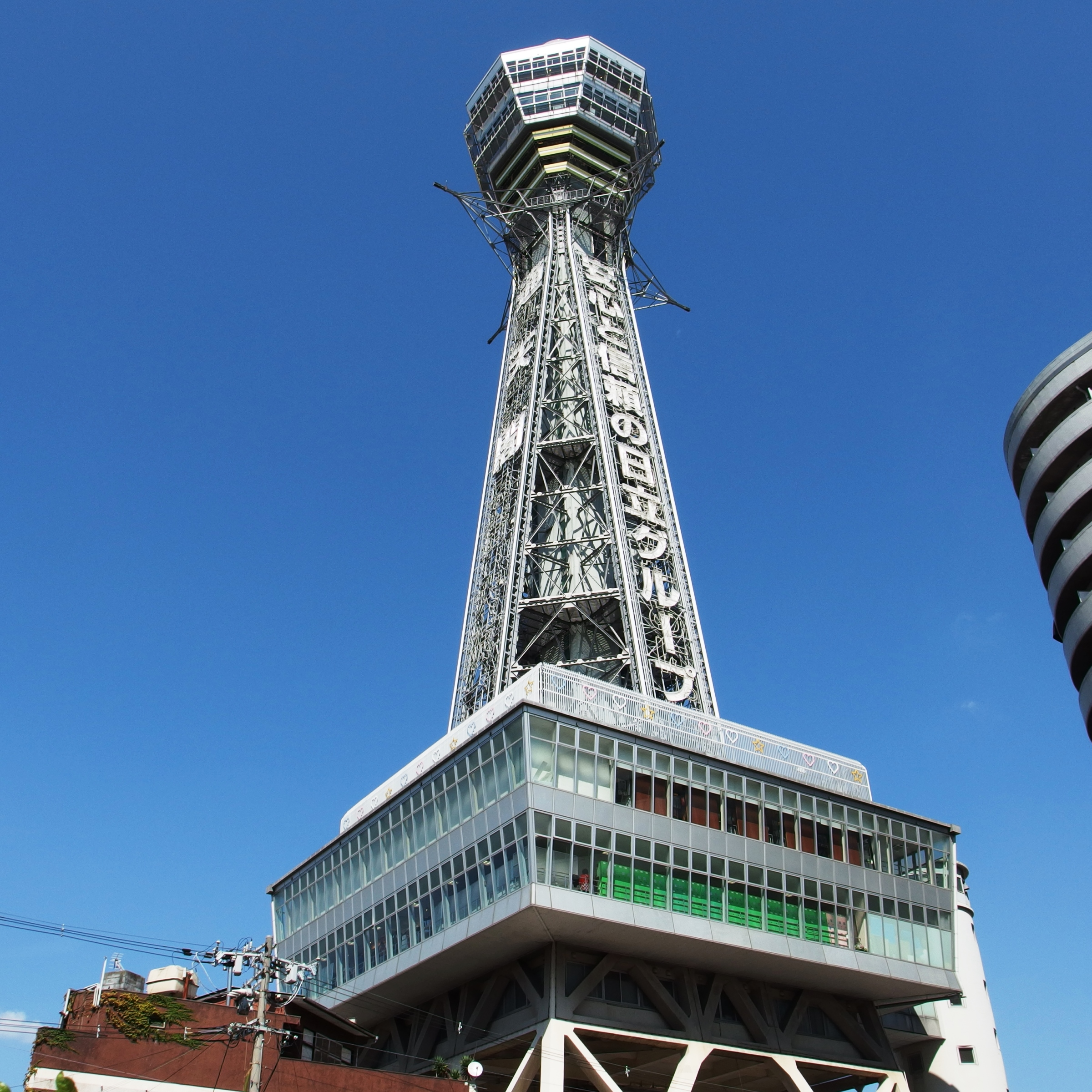
2代目通天閣開業(1956)

- 306年 - マクセンティウスがローマ皇帝就任を宣言。
- 312年 - ミルウィウス橋の戦い。コンスタンティヌス1世がマクセンティウスを破り、西ローマ帝国の単独皇帝になる。
- 1538年 - 新大陸初の大学・聖トマス・アキナス大学が創立。
- 1628年 - ユグノーの反乱（英語版）: ラ・ロシェル包囲戦が終結。
- 1707年（宝永4年10月4日） - 宝永地震。東海道・紀伊半島・四国に被害がおよび、2万人以上が死亡。
- 1776年 - アメリカ独立戦争: ホワイト・プレインズの戦い。
- 1848年 - スペイン初の鉄道がバルセロナ - マタローに開通。
- 1876年 - 萩の乱：山口県萩で、不平士族らが、吉田松陰門下生として名高い前原一誠を擁して反政府反乱を起こす。熊本の神風連の乱・秋月の乱に呼応する形で挙兵。
- 1882年 - 田鎖式速記の考案者・田鎖綱紀が東京日本橋で日本初の速記講習会を開催[1]。
- 1886年 - ニューヨークの自由の女神像の除幕式が行われる。
- 1888年 - 伊予鉄道・松山（現在の松山市） - 三津が開業。日本初の軽便鉄道。
- 1891年 - マグニチュード8.0の濃尾地震が発生。死者7273名、全壊・焼失家屋142,000戸[2]。
- 1893年（ユリウス暦10月16日） - サンクトペテルブルクでチャイコフスキーの『交響曲第6番』が作曲者の指揮により初演。なお、初演から9日後の11月5日、チャイコフスキーは死去した[3]。
- 1900年 - 1900年パリオリンピックが閉幕。
- 1908年 - ドイツ皇帝ヴィルヘルム2世と英軍大佐エドワード・ワートリーの対談がデイリー・テレグラフ紙に掲載、問題化。（デイリー・テレグラフ事件）
- 1918年 - チェコスロバキアがオーストリア＝ハンガリー帝国からの独立を宣言。
- 1919年 - アメリカ議会でボルステッド法（国家禁酒法）が成立。
- 1922年 - ベニート・ムッソリーニ率いる黒シャツ隊がローマ進軍を開始。
- 1931年 - 大分県別府温泉（観海寺温泉）で火災。温泉街がほぼ全焼[4]。
- 1940年 - 第二次世界大戦: イタリアがアルバニア経由でギリシャに侵攻。ギリシャ・イタリア戦争が勃発。（ギリシャの参戦記念日）
- 1942年 - アメリカ合衆国にアラスカ・ハイウェイが全通。
- 1943年 - フィラデルフィア計画: 護衛駆逐艦「エルドリッジ」を用いたステルス化実験が行われたとされる。（都市伝説）
- 1949年 - 1949年エールフランスロッキード コンステレーション墜落事故。パリ発ニューヨーク行きのエールフランス機がアゾレス諸島付近で墜落し、ヴァイオリニストジネット・ヌヴーとプロボクサーマルセル・セルダンらが死亡。
- 1951年 - 日本人が参加する初のプロレスの試合・力道山対ボビー・ブランズ戦が行われる。
- 1952年 - 日本テレビ放送網設立。
- 1952年 - 日本にABC（新聞雑誌部数監査機構）が誕生。
- 1956年 - 戦中に火災で焼失した大阪市の通天閣が開業[5]。
- 1962年 - キューバ危機: ソビエト連邦指導者ニキータ・フルシチョフがキューバからのミサイル撤去を発表。
- 1965年 - 第2バチカン公会議でキリスト教以外の諸宗教に関する教会の態度についての宣言（英語版）（ノストラ・エターテ）を発表。
- 1966年 - 集英社から週刊プレイボーイ創刊。
- 1967年 - 台風34号が愛知県に上陸。1990年11月下旬に台風28号が上陸するまでは、日本への上陸日時が最も遅い台風であった。
- 1971年 - イギリスが国産ロケットブラック・アローにより人工衛星「プロスペロ」を打ち上げ。
- 1972年 - エアバスA300型機が初飛行。
- 1972年 - ジャイアントパンダが日本に初上陸。中華人民共和国から日本に贈られたパンダ「カンカン」と「ランラン」が上野動物園に到着。同年11月5日から一般公開された[6]。
- 1978年 - アメリカで航空規制緩和法が成立。
- 1979年 - これまで噴火の記録がなかった御嶽山で水蒸気爆発。
- 1981年 - ロッキード事件裁判で榎本敏夫首相秘書官の前夫人が証言。直後の「ハチの一刺し」発言が流行語に。
- 1982年 - スペイン総選挙で社会労働党が圧勝し、38年ぶりの革新政権が成立。
- 1984年 - 天皇賞（秋）でミスターシービーが優勝し、シンザン以来の四冠馬となる。
- 1990年 - フジテレビのテレビアニメ『ちびまる子ちゃん』の視聴率が39.9%を記録し、視聴率調査の方式が現在の形に移行されてからの歴代テレビアニメ番組の1位になる。
- 1993年 - ドーハの悲劇。1994 FIFAワールドカップアジア最終予選で、サッカー日本代表はロスタイムでイラクに得点され、引き分けたためW杯出場を逃す。
- 1995年 - バクー地下鉄で火災が発生。289人が死亡する惨事となった。
- 1999年 - 福岡ダイエーホークスが九州移転後、初の日本一[7]。
- 2007年 - アルゼンチン前大統領ネストル・キルチネルの妻クリスティーナ・フェルナンデス・デ・キルチネルが大統領選挙で当選。
- 2008年 - 日経平均株価が取引中にバブル崩壊後の最安値6994円90銭を記録。
- 2009年 - コンステレーション計画: 使い捨て型ロケット「アレスI-X」が、ケネディ宇宙センター39B発射台から打ち上げられた[8]。
- 2022年 - 自宅でナンシー・ペロシ連邦下院議長とその夫のポール・ペロシが襲撃を受ける事件が発生（ポール・ペロシ襲撃事件）。
- 2024年 - 小嶋陽菜に対する暴行容疑で40代の外国人男性を逮捕。

## 誕生日

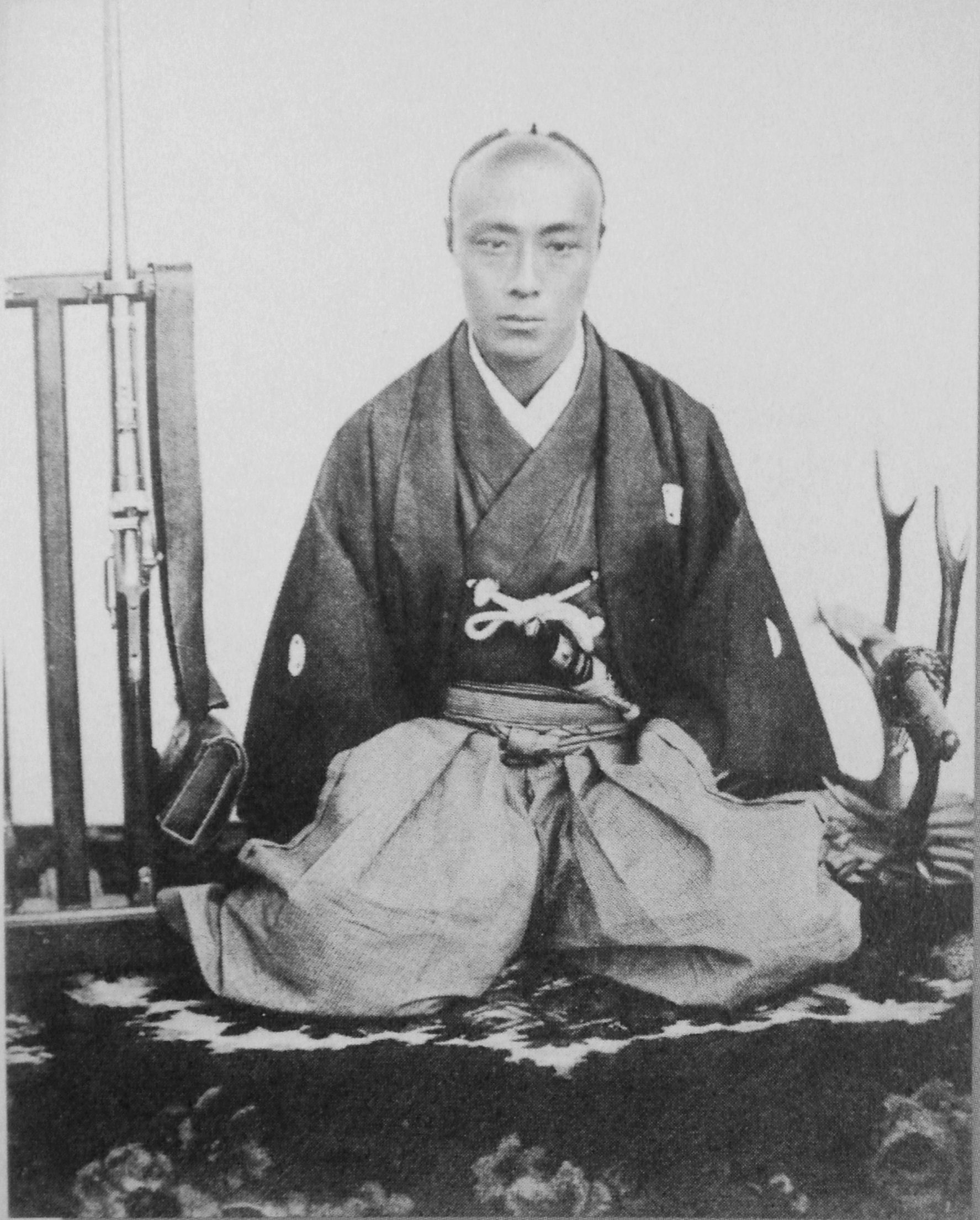
江戸幕府第15代将軍、徳川慶喜(1837-1913)誕生

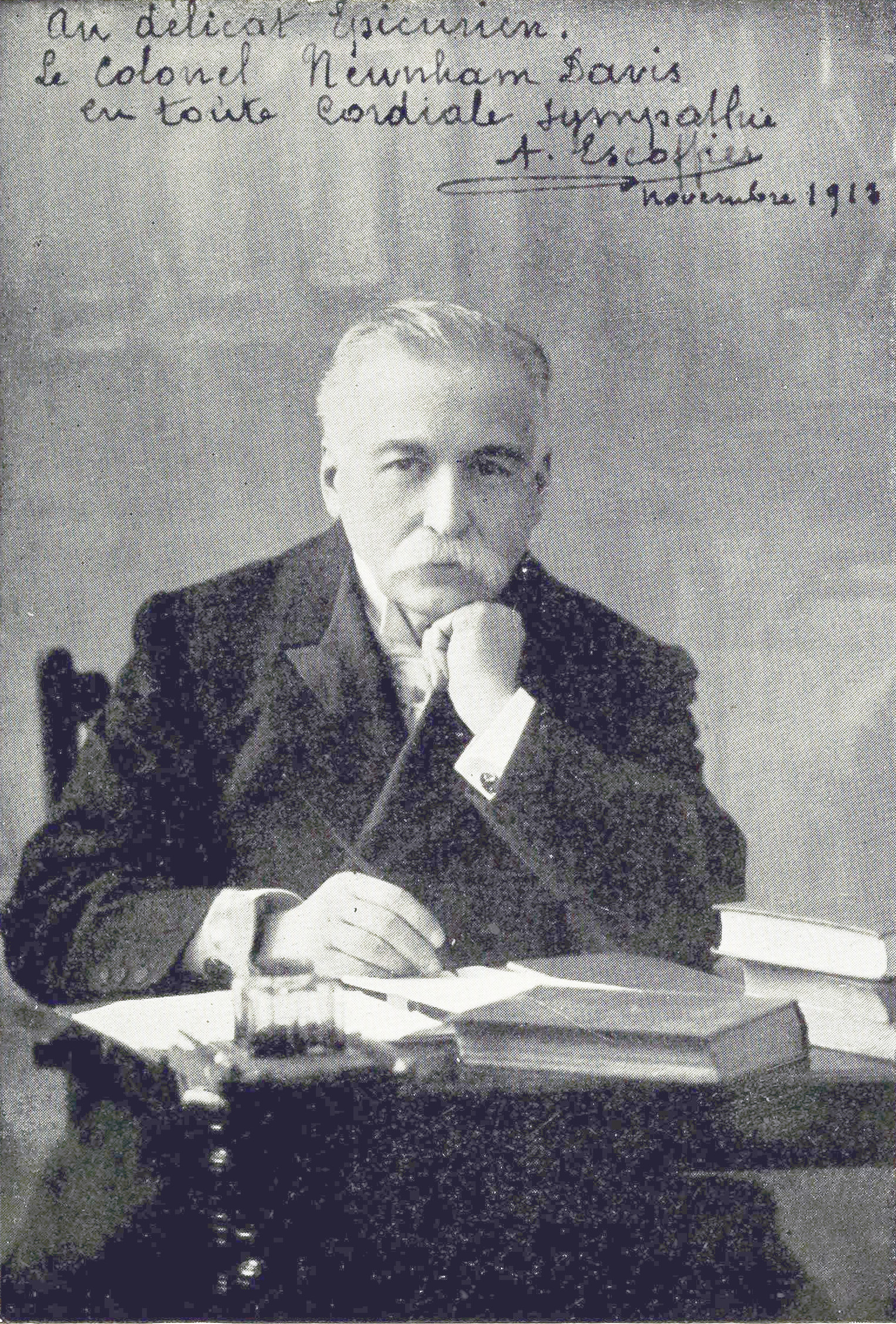
フランス料理を体系づけたシェフ、オーギュスト・エスコフィエ(1846-1935)誕生

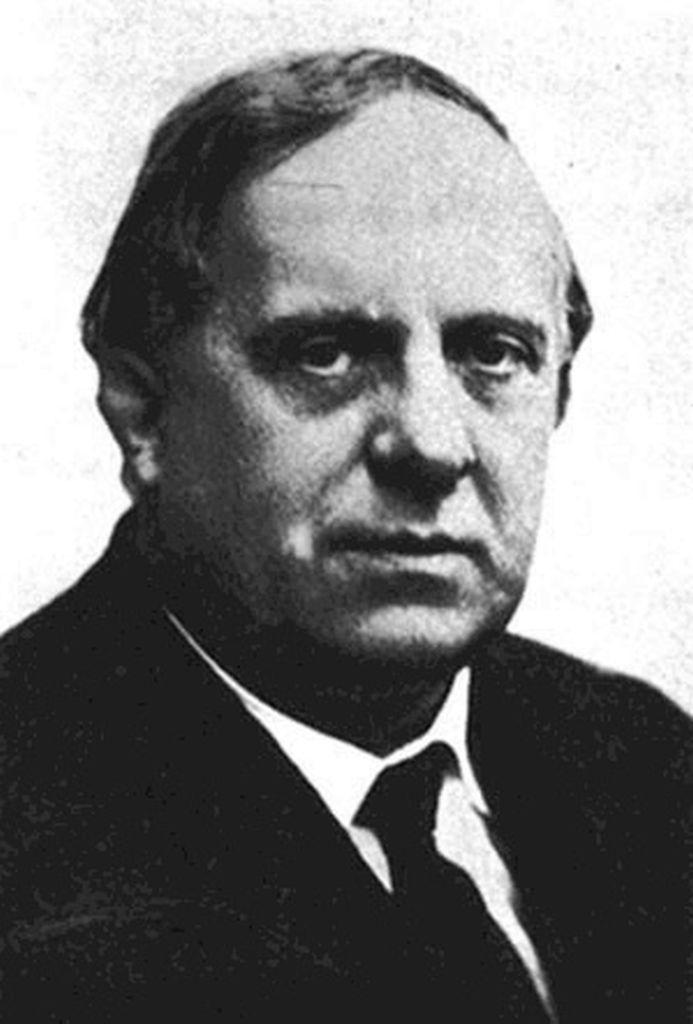
ランチェスターの法則で知られるフレデリック・ランチェスター(1868-1946)誕生

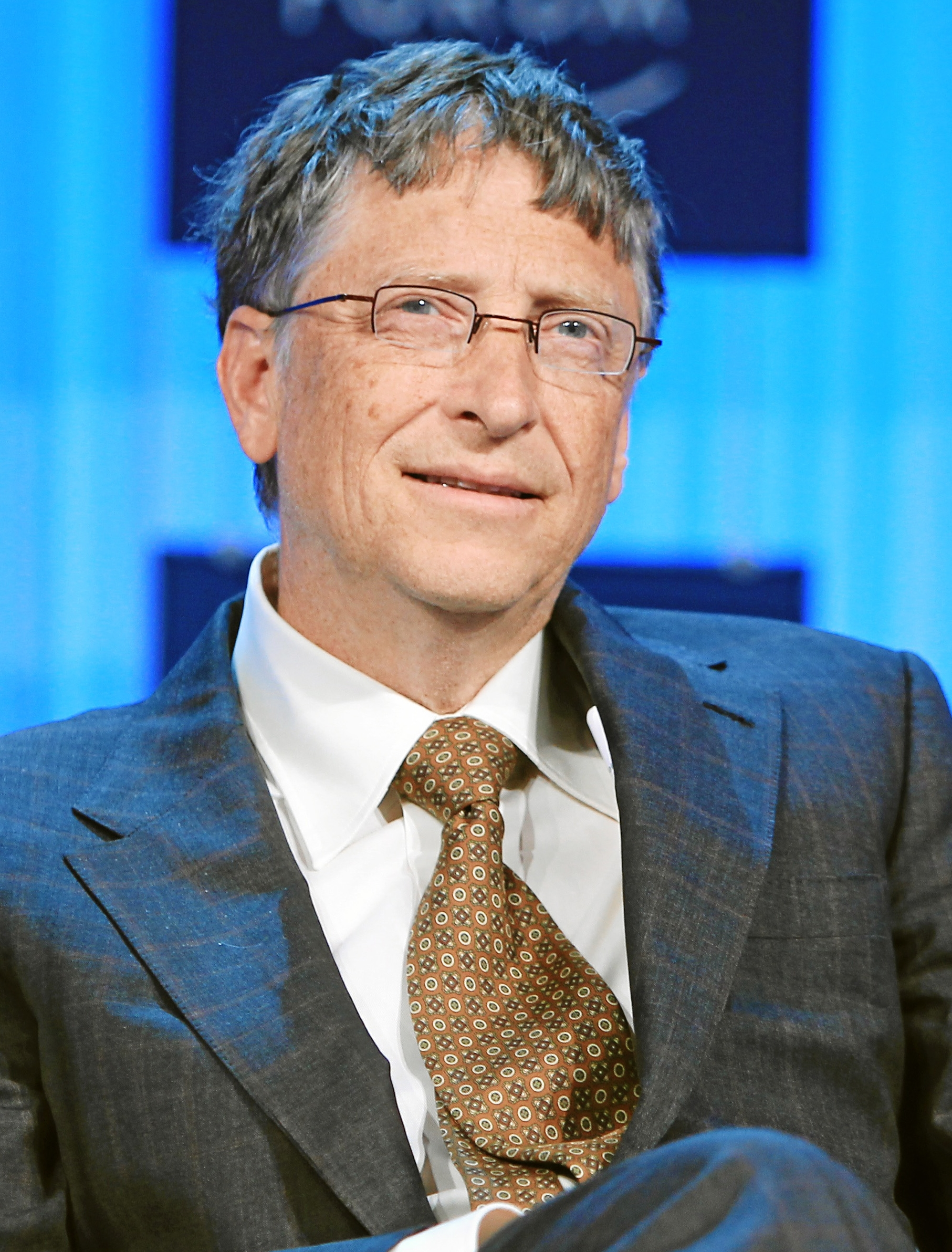
マイクロソフト創設者、ビル・ゲイツ(1955-)誕生

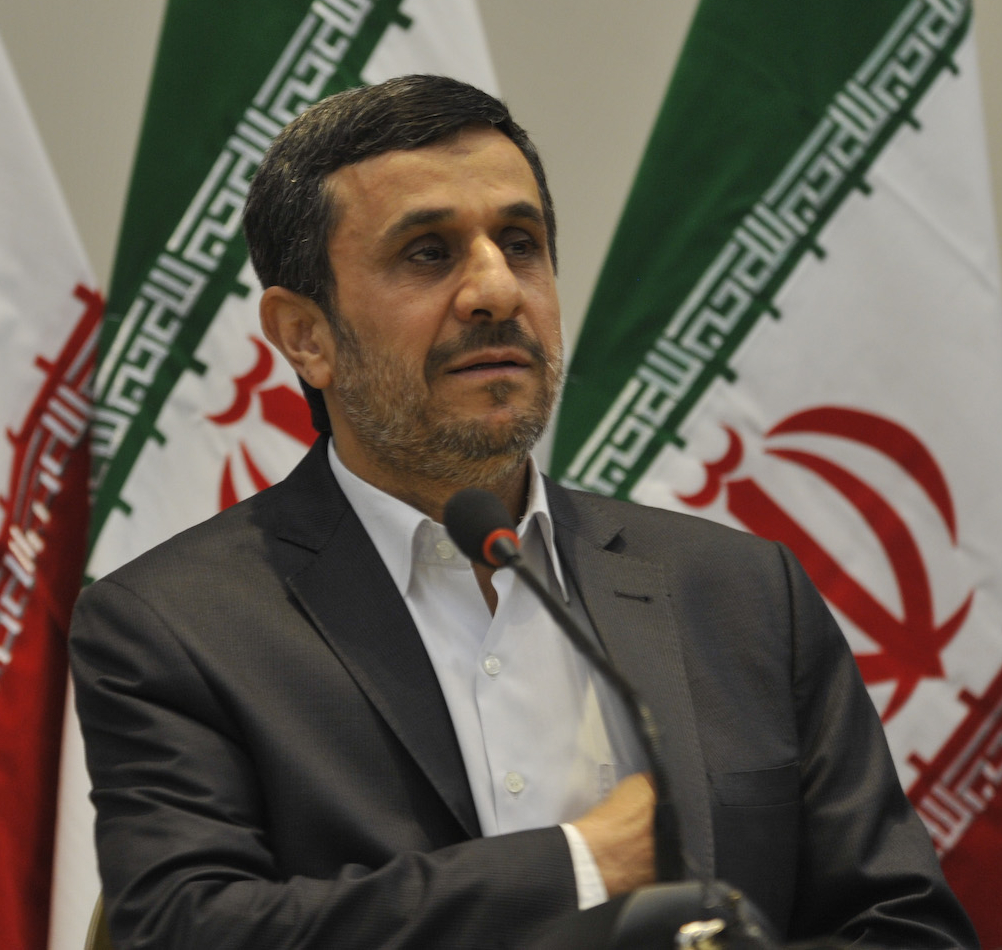
第6代イラン大統領、マフムード・アフマディーネジャード(1956-)誕生

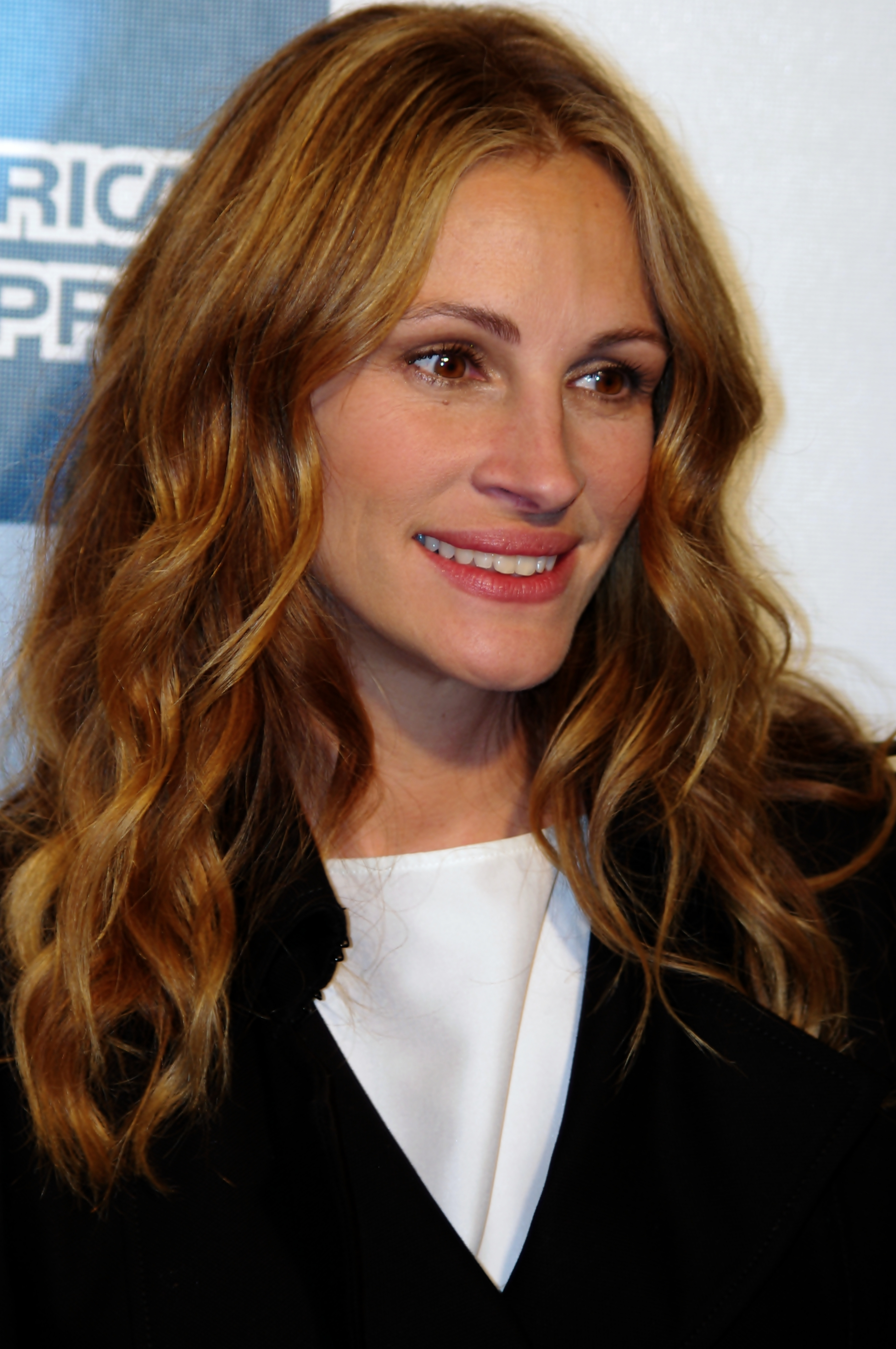
女優、ジュリア・ロバーツ(1967-)誕生

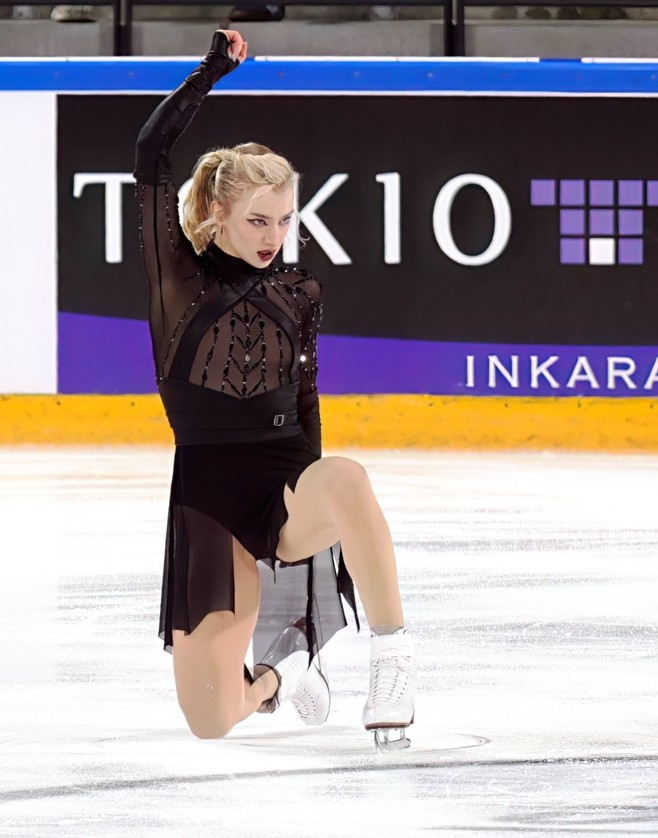
フィギュアスケート選手、アンバー・グレン(1999-)誕生

- 1751年 - ドミトリー・ボルトニャンスキー、作曲家（+ 1825年）
- 1752年（英祖28年9月22日） - 正祖、李氏朝鮮第22代国王（+ 1800年）
- 1837年（天保8年9月29日） - 徳川慶喜、江戸幕府最後の将軍（第15代）（+ 1913年）
- 1839年（天保10年9月22日） - 毛利元徳、第14代長門国長州藩主（+ 1896年）
- 1844年 - モージズ・イジーキエル、彫刻家（+ 1917年）
- 1846年 - オーギュスト・エスコフィエ、料理人、フランス料理の祖（+ 1935年）
- 1849年（嘉永2年9月13日） - 富松正安、自由民権運動家（+ 1886年）
- 1853年（嘉永6年9月26日） - 高木正善、第13代河内国丹南藩主（+ 1920年）
- 1854年 - ジャン＝マリー・ギュイヨー、哲学者、詩人（+ 1888年）
- 1860年 - フーゴー・プロイス、法学者（+ 1925年）
- 1864年（元治元年9月28日） - 横河民輔、建築家、実業家、横河グループ創業者（+ 1945年）
- 1866年 - 橋本左五郎、畜産学者、教育者（+1952年）
- 1867年 - ハンス・ドリーシュ、生物学者、自然哲学者（+ 1941年）
- 1868年 - フレデリック・ランチェスター、自動車工学、航空工学技術者（+ 1946年）
- 1878年 - 中沢臨川、文芸評論家、電気工学者（+ 1920年）
- 1902年 - エルザ・ランチェスター、女優（+ 1986年）
- 1907年 - 黒田健吾、元プロ野球選手（+ 1979年）
- 1909年 - ジョーゼフ・ギンゴールド、ヴァイオリニスト（+ 1995年）
- 1909年 - フランシス・ベーコン、画家（+ 1992年）
- 1910年 - 保坂誠、実業家（+ 1996年）
- 1911年 - 陳省身、数学者、教育家、中国科学院外国人院士（+ 2004年）
- 1921年 - 東富士欽壹、大相撲第40代横綱（+ 1973年）
- 1923年 - 今西祐行、児童文学作家（+ 2004年）
- 1926年 - ボウイ・キューン、MLBコミッショナー（+ 2007年）
- 1927年 - クレオ・レーン、ミュージカル女優（+ 2025年）
- 1927年 - 大樋長左衛門、陶芸家（+ 2023年)
- 1930年 - バーニー・エクレストン、SLECホールディングスCEO、FOM会長
- 1932年 - 斎藤文男、九州大学名誉教授（+ 2022年)
- 1933年 - ガリンシャ、元サッカー選手（+ 1983年）
- 1935年 - 白坂道子、声優、ナレーター
- 1937年 - マーシャン・ホフ、技術者、工学者
- 1939年 - 矢口高雄、漫画家 （+ 2020年）
- 1941年 - 平岡龍人、教育者
- 1941年 - 浜田晃、俳優
- 1943年 - 大嶽秀夫、政治学者
- 1944年 - 小貫加恵、女優
- 1944年 - 蟹江敬三、俳優（+ 2014年）
- 1946年 - 竹内洋、元プロ野球選手（+ 2001年）
- 1947年 - 清水義範、小説家
- 1948年 - 喜多川美佳、俳優
- 1950年 - 大曽根寛、社会福祉学者、放送大学元特任教授（+ 2023年）
- 1951年 - 立花ハジメ、アーティスト
- 1951年 - 江藤潤、俳優
- 1952年 - 長瀬朋彦、実業家
- 1952年 - 小池真理子、小説家
- 1952年 - 小林晋哉、元プロ野球選手
- 1953年 - 斉藤暁、俳優
- 1953年 - 内田善美、漫画家
- 1954年 - ゲーリー・レーシッチ、元プロ野球選手
- 1955年 - ビル・ゲイツ、マイクロソフト創設者
- 1956年 - マフムード・アフマディーネジャード、政治家、第6代イラン大統領
- 1957年 - スティーヴン・モリス、ミュージシャン（ジョイ・ディヴィジョン、ニュー・オーダー）
- 1958年 - 豊泉由樹緒、俳優
- 1959年 - 増田俊郎、作曲家
- 1960年 - 嶋田隆司、漫画家（ゆでたまご）
- 1960年 - 福田己津央、アニメーション監督、演出家
- 1960年 - 植田正幸、実業家、レーシングドライバー
- 1960年 - 利部陽子、元バレーボール選手
- 1961年 - 和田加奈子、歌手
- 1961年 - ボブ・メルビン、元プロ野球選手、監督
- 1962年 - 名代杏子、女優
- 1963年 - さとう輝、漫画家
- 1964年 - 山崎美貴、女優
- 1964年 - 遠藤雅也、アナウンサー
- 1964年 - 鈴木英二郎、厚生労働官僚
- 1964年 - 琴富士孝也、元大相撲力士(+ 2025年)
- 1965年 - 吉田都、バレリーナ
- 1966年 - 久保田洋司、ミュージシャン、作詞家
- 1966年 - 清水武仁、ギタリスト（元JOE-ERK、MAJESTY、HΛL）
- 1967年 - 菊井徹也、実業家
- 1967年 - 菊地陽子、元アイドル、歌手、女優（+1999年）
- 1967年 - 新井康徳、ミュージシャン（元BAAD）（+2023年）
- 1967年 - ジュリア・ロバーツ、女優
- 1967年 - フィリモネ・ワガバザ、経済学者、銀行家、外交官
- 1968年 - 八木田幸恵、ナレーター
- 1968年 - 尾崎魔弓、プロレスラー
- 1969年 - 高橋紀恵、女優、声優
- 1969年 - 肥塚良彦、作曲家
- 1969年 - 高尾正紀、空手家
- 1969年 - 大道典嘉、元プロ野球選手
- 1972年 - 琴乃峰篤実、元大相撲力士
- 1973年 - アルヴィン・バーク・ジュニア、プロレスラー
- 1975年 - 石田直佳、気象予報士
- 1976年 - 野口大輔、プロレス、格闘技レフェリー
- 1977年 - 陳金鋒、元プロ野球選手
- 1977年 - 吉原じゅんぺい、放送作家
- 1977年 - 日髙大介、クイズ作家
- 1978年 - グェンドリン・クリスティー 、女優
- 1979年 - ボビー・クレイマー、プロ野球選手
- 1980年 - Tama、歌手（元Hysteric Blue）
- 1981年 - 戒、ミュージシャン（the GazettE）
- 1981年 - 田中一徳、元プロ野球選手
- 1981年 - 伊藤あい、グラビアアイドル
- 1981年 - ミラン・バロシュ、サッカー選手
- 1982年 - 倉木麻衣、歌手
- 1982年 - 福井裕佳梨、声優、女優
- 1982年 - 田所仁、お笑い芸人（ライス）
- 1982年 - 猿田浩得、元サッカー選手
- 1982年 - 押本健彦、元プロ野球選手
- 1982年 - アンソニー・レルー、プロ野球選手
- 1983年 - 野呂佳代、歌手、タレント（元SDN48）
- 1983年 - エスマイリン・カリダ、プロ野球選手
- 1983年 - ニーコ、ファッションモデル、声優
- 1984年 - 花形冴美、元プロボクサー
- 1984年 - オバフェミ・マルティンス、サッカー選手
- 1985年 - 椿原慶子、アナウンサー
- 1985年 - 舩岳美希、フリーアナウンサー、タレント
- 1985年 - 海老原有希、やり投げ選手
- 1985年 - 須永英輝、元プロ野球選手
- 1985年 - 佐原礼香、元体操競技選手
- 1986年 - スザンヌ、タレント
- 1986年 - 原将明、俳優
- 1986年 - 豊崎愛生[9]、声優、歌手
- 1986年 - ジョシュ・トーリー、プロ野球選手
- 1987年 - 篠山浩生、歌手（THURSDAY'S YOUTH/ex.Suck a Stew Dry）
- 1987年 - 古澤光紀、競艇選手
- 1987年 - ケーシー・ローレンス、プロ野球選手
- 1988年 - 菜々緒、女優、モデル
- 1988年 - 益田詩歩、元野球選手
- 1989年 - 水間ロン、俳優
- 1990年 - 藤本奈月、モデル
- 1990年 - 佳久創、俳優、元ラグビー選手
- 1991年 - 高橋良介、柔道家
- 1991年 - 服部翔大、陸上選手
- 1991年 - 安斉雄虎、元プロ野球選手
- 1992年 - majiko、歌手
- 1993年 - 稲川英里、声優
- 1993年 - 仲野由真、バスケットボール選手
- 1994年 - 重本沙絵、陸上選手
- 1994年 - 小湊優香、グラビアアイドル、レースクイーン
- 1994年 - アイドル鳥越、お笑いタレント
- 1996年 - 新穂純麗、アイドル（未完成リップスパークル）
- 1997年 - 藤谷壮、サッカー選手
- 1997年 - ウィンウィン、アイドル（NCT）
- 1998年 - ノーラン・グールド、俳優
- 1998年 - 宮原颯希、声優
- 1998年 - 門林有羽、アイドル（SUPER☆GiRLS）
- 1999年 - 吉川愛[10]、女優
- 1999年 - 奥山洋平、サッカー選手
- 1999年 - 鈴木樹里、競輪選手
- 1999年 - アンバー・グレン、フィギュアスケート選手
- 2000年 - 下青木香鈴、アイドル（元AKB48）
- 2000年 - 中山莉子、アイドル（私立恵比寿中学）
- 2000年 - 鬼木大地、俳優
- 2001年 - 加藤翼、元子役
- 2002年 - ユメカ・ナウカナ？、アイドル（ASP、元CARRY LOOSE、元アイドルネッサンス）
- 2002年 - 宮崎あみさ、アイドル、女優
- 2002年 - 斉藤円香、歌手、アイドル（OCHA NORMA）
- 2005年 - 横山聖哉、プロ野球選手
- 生年不詳 - 英かおと、女優、宝塚歌劇団月組
- 生年不詳 - 松本純、フリーアナウンサー
- 生年不詳 - 石原朋典[11]、声優
- 生年不詳 - 神楽くるる、声優
- 生年不詳 - 許綾香、声優
- 生年不詳 - 鈴木晴久、声優
- 生年不詳 - 蒼谷和樹、声優
- 生年不詳 - 高橋あみか、声優
- 生年不詳 - 畠山美和子、声優、ナレーター
- 生年不詳 - 家治里歩、声優

## 忌日
- 312年 - マクセンティウス、西ローマ帝国皇帝（* 278年頃）
- 686年（朱鳥元年10月3日） - 大津皇子、天武天皇の皇子（* 663年）
- 686年（朱鳥元年10月3日） - 山辺皇女、大津皇子の妃（* 生年不詳）
- 1225年（嘉禄元年9月25日）- 慈円、天台宗の僧、歴史家、歌人（* 1155年）
- 1412年 - マルグレーテ1世、ノルウェー王ホーコン6世の妃、事実上のデンマーク女王（* 1353年）
- 1468年 - ビアンカ・マリーア・ヴィスコンティ、ミラノ公国女公（* 1425年）
- 1562年（永禄5年10月1日） - 種子島時次、戦国武将（* 1556年）
- 1594年（文禄3年9月15日） - 大久保忠世、戦国武将（* 1532年）
- 1627年 - ジャハーンギール、ムガル帝国第4代皇帝（* 1569年）
- 1661年 - オッタヴィオ・アミゴーニ（英語版）、画家（* 1606年）
- 1703年 - ジョン・ウォリス、数学者（* 1616年）
- 1704年 - ジョン・ロック、哲学者、社会契約論者（* 1632年）
- 1708年 - ジョージ、イギリス女王アンの王配（* 1653年）
- 1740年 - アンナ、ロマノフ朝第4代ロシア皇帝（* 1693年）
- 1754年 - フリードリヒ・フォン・ハーゲドルン（英語版）、詩人（* 1708年）
- 1755年 - ジョゼフ・ボダン・ド・ボワモルティエ、作曲家（* 1689年）
- 1760年（宝暦10年9月20日） - 島津継豊、第5代薩摩藩主（* 1702年）
- 1768年 - ミシェル・ブラヴェ、フルート奏者、作曲家（* 1700年）
- 1787年 - ヨハン・カール・アウグスト・ムゼーウス、作家（* 1735年）
- 1792年 - ジョン・スミートン、土木工学者（* 1792年）
- 1800年 - アートマス・ウォード、軍人、政治家（* 1727年）
- 1806年 - シャーロット・スミス（英語版）、小説家（* 1749年）
- 1818年 - アビゲイル・アダムズ、第2代アメリカ合衆国大統領ジョン・アダムズの妻（* 1744年）
- 1841年 - ヨアン・オーガスト・アルフェドソン、化学者、リチウム発見者（* 1792年）
- 1852年（嘉永5年9月16日） - 島田虎之助、剣術家（* 1814年）
- 1857年 - ルイ＝ウジェーヌ・カヴェニャック、フランスの行政長官（* 1802年）
- 1877年 - ジュリア・カヴァナ（英語版）、小説家（* 1824年）
- 1880年 - エドゥアール・セガン、医師、教育者（* 1812年）
- 1883年 - エフィム・プチャーチン、軍人（* 1803年）
- 1890年 - アレクサンダー・ジョン・エリス、数学者、音声学者、文献学者、音響学者（* 1814年）
- 1895年 - 北白川宮能久親王、皇族（* 1847年）
- 1899年 - オットマール・マーゲンターラー、発明家（* 1854年）
- 1900年 - フリードリヒ・マックス・ミュラー、東洋学者（* 1823年）
- 1901年 - パウル・レー、哲学者、医師（* 1849年）
- 1929年 - ベルンハルト・フォン・ビューロー、政治家、第4代ドイツ国首相（* 1849年）
- 1936年 - ジゴ・ガバシュビリ（英語版）、画家、教育者（* 1862年）
- 1937年 - ユゼフ・ドヴブル＝ムシニツキ、ポーランド軍総司令官（* 1867年）
- 1939年 - アリス・ブラディ、女優（* 1892年）
- 1941年 - 前田光世（コンデ・コマ）、柔道家（* 1878年）
- 1945年 - 中島今朝吾、大日本帝国陸軍の中将（* 1881年）
- 1946年 - 浮田和民、思想家、政治学者（* 1860年）
- 1949年 - ジネット・ヌヴー、ヴァイオリニスト（* 1919年）
- 1949年 - マルセル・セルダン、プロボクサー（* 1916年）
- 1952年 - ビリー・ヒューズ、政治家、第7代オーストラリア首相（* 1862年）
- 1953年 - 大澤壽人、作曲家（* 1907年）
- 1954年 - 岩橋武夫、社会事業家、エスペランティスト、小説家、日本盲人会連合設立者、灯影女学院設立者（* 1898年）
- 1957年 - エルンスト・グレフェンベルグ、産婦人科医師、医学者（* 1881年）
- 1959年 - カミロ・シエンフェゴス、キューバ革命の指導者（* 1932年）
- 1962年 - 正宗白鳥、小説家（* 1879年）
- 1964年 - レジナルド・ブライス、日本文化研究者（* 1898年）
- 1965年 - アール・ボスティック（英語版）、アルトサックス奏者（* 1913年）
- 1970年 - 沢田教一、写真家（* 1936年）
- 1975年 - 上原専禄、歴史学者（* 1899年）
- 1977年 - 大島定吉、政治家、元栃木市長（* 1887年）
- 1980年 - 小林中、実業家（* 1899年）
- 1980年 - 有田二郎、実業家、政治家（* 1904年）
- 1981年 - 芥川比呂志、俳優、演出家（* 1920年）
- 1983年 - オットー・メスマー（英語版）、アニメーター（* 1892年）
- 1983年 - ポール・スウィングス、天文学者（* 1906年）
- 1984年 - 宮田聡、電気化学者（* 1900年）
- 1986年 - 栗本正、声楽科、合唱指揮者、音楽教育者、元名古屋芸術大学学長（* 1920年）
- 1987年 - アンドレ・マッソン、画家（* 1896年）
- 1987年 - 洲之内徹、美術評論家、画商、作家（* 1913年）
- 1989年 - 柳原正之、政治家、元長野県長野市長（* 1907年）
- 1989年 - ダド・マリノ、プロボクサー、第16代世界フライ級王者（* 1915年）
- 1989年 - カテブ・ヤシーン、作家（* 1929年）
- 1990年 - 鹿内信隆、実業家、フジサンケイグループ初代会長（* 1911年）
- 1990年 - 長谷川信、政治家、法務大臣（* 1918年）
- 1998年 - テッド・ヒューズ、詩人、児童文学者（* 1930年）
- 2003年 - 松尾孝、実業家、カルビー創業者（* 1912年）
- 2004年 - ジミー・マクラーニン、プロボクサー（* 1907年）
- 2005年 - 三笑亭夢楽、落語家（* 1925年）
- 2005年 - リチャード・スモーリー、物理学者、化学者（* 1943年）
- 2006年 - レッド・アワーバック、バスケットボール指導者（* 1917年）
- 2006年 - ティナ・オーモン、女優（* 1946年）
- 2006年 - トレバー・バービック、プロボクサー（* 1954年）
- 2007年 - 藤波孝生、政治家（* 1932年）
- 2008年 - 朴成哲、政治家、外務大臣、朝鮮民主主義人民共和国首相（* 1913年）
- 2008年 - 谷口清超、宗教家、生長の家総裁（* 1919年）
- 2009年 - テイラー・ミッチェル、シンガーソングライター（* 1990年）
- 2013年 - 川上哲治、元プロ野球選手、監督（* 1920年）
- 2013年 - 小林彰太郎、自動車評論家、雑誌「カーグラフィック」初代編集長（* 1929年）
- 2013年 - 前田正、政治家、郵政政務次官（* 1946年）
- 2013年 - 西川長夫、文学者、社会学者（* 1934年）
- 2017年 - マヌエル・サンチス・マルティネス、元サッカー選手（* 1938年）
- 2019年 - きよ彦、着物デザイナー、タレント（* 1950年）
- 2020年 - アラン・レイ、言語学者、辞書編集者（* 1928年）
- 2020年 - 橘家圓平、落語家（* 1931年）
- 2020年 - ミゲル・アンヘル・カステリーニ、プロボクサー、WBA世界スーパーウェルター級王者（* 1947年）
- 2020年 - 佐藤義和、テレビプロデューサー（* 1948年）
- 2022年 - ジェリー・リー・ルイス、歌手（* 1935年）
- 2024年 - 楳図かずお、漫画家（* 1936年）

## 記念日・年中行事
- 独立記念日（ チェコ）・チェコスロバキア国家独立記念日（ スロバキア）
1918年のこの日、チェコスロバキアがオーストリア＝ハンガリー帝国からの独立を宣言した。
- 参戦記念日／”No”の記念日（ ギリシャ）
1940年のこの日、ギリシャが第二次世界大戦に参戦した。
- 速記記念日（ 日本）
1882年10月28日、田鎖綱紀が東京・日本橋で自ら考案した速記法「日本傍聴筆記法」の第1回講習会を開催したことにちなみ、1888年の講習会の7周年記念会で制定。
現在は日本速記協会が中心となり、速記への関心を啓発するための催しなどを行っている。
- 日本のABCの日（ 日本）
1952年10月28日、日本にABC（新聞雑誌部数監査機構）が誕生したことを記念し、社団法人日本ABC協会が1988年に制定[12]。
- 群馬県民の日（ 日本群馬県）
明治4年10月28日（1871年12月10日）に廃藩置県により「群馬県」の名称が初めて使われたことを記念し、群馬県が昭和60年（1985年）に制定[13]。
- 岐阜県地震防災の日（ 日本岐阜県）
1891年のこの日に発生した濃尾地震にちなみ、岐阜県が2005年に制定。
- おだしの日（ 日本）
出汁の素材となる、鰹節の製法「燻乾カビ付け製法」を考案した和歌山県日高郡印南町の漁民、2代目角屋甚太郎が、1707年のこの日に発生した宝永地震で亡くなったことから、株式会社太鼓亭が2016年に制定。
- パンダの日（ 日本）
1972年のこの日、ジャイアントパンダのカンカンとランランが日本にやって来た事を記念して、上野動物園が2012年（パンダ来日40周年）に制定。
- 三千院「もみじ祭」（ 日本）
京都府大原にある五箇室門跡のひとつ三千院で、毎年この日から11月末でもみじ祭が開催される。期間中は秘仏金色不動明王が特別に開扉され、特別御朱印『紺紙金字御朱印』も授与される。